# Svojkovice, Rokycany
Svojkovice là một làng thuộc huyện Rokycany, vùng Plzeňský, Cộng hòa Séc.